# Torsburgen
Torsburgen, Tors borg ou þors borg (« fort/château de Thor ») sont les vestiges d'un ancien fort de colline à Kräklingbo (en) sur l'île suédoise de Gotland dans la mer Baltique. Le fort étendu sur environ 1,2 km², est construit entre le Ier siècle et le IVe siècle et est utilisé jusqu'au XIIe siècle. Situé sur une colline de plateau, il est protégé par de hautes falaises et des sections de murs longues de 2 km. Le fort est présenté dans le Gutasaga. Le plateau est également une réserve naturelle.

## Géographie
Torsburgen est situé sur et englobe la totalité d'un plateau éponyme dans la partie centre-est de Gotland. Avec un dénivelé de 10-25m sur des falaises abruptes à l'ouest, au nord et à l'est, il s'élève au-dessus du paysage plat environnant. Il y a environ 10 300 à 10 800 ans, c'était une île basse dans le lac glaciaire de la Baltique. Les mouvements de ce lac ont déposé des bancs de gravier dans la partie sud-ouest du plateau. À l'intérieur des remblais s'est formé un petit bourbier appelé Torsburgsmyr.
Il y a plusieurs grottes dans les falaises le long du côté nord-ouest, la plus profonde est la Burglädu (Gutnish pour « grange du château »). Une autre est la grotte de Linné, nommée d'après Carl Linnaeus qui a visité le fort en 1741. Il y a aussi le Rindarhulet. Rindi signifie lierre en gutnois, une plante commune sur Gotland, et hulet signifie « le trou ».
La colline et ses environs étaient autrefois couverts d'une dense forêt de conifères. La majeure partie de la forêt est détruite lors d'un incendie au cours de l'été 1992. Néanmoins, la région a donné vie à une grande variété de champignons, de plantes et d'insectes dépendants du feu, dont certains sont des espèces menacées. Des incendies antérieurs ont déjà ravagé cette partie de l'île. Lors de sa visite sur la colline, Linné remarque que le plateau était presque dépourvu d'arbres. Il faisait probablement référence au grand incendie de 1655, qui ravagea les sockens d'Alskog, d'Ala, d'Ardre et de Kräklingbo.

## Histoire

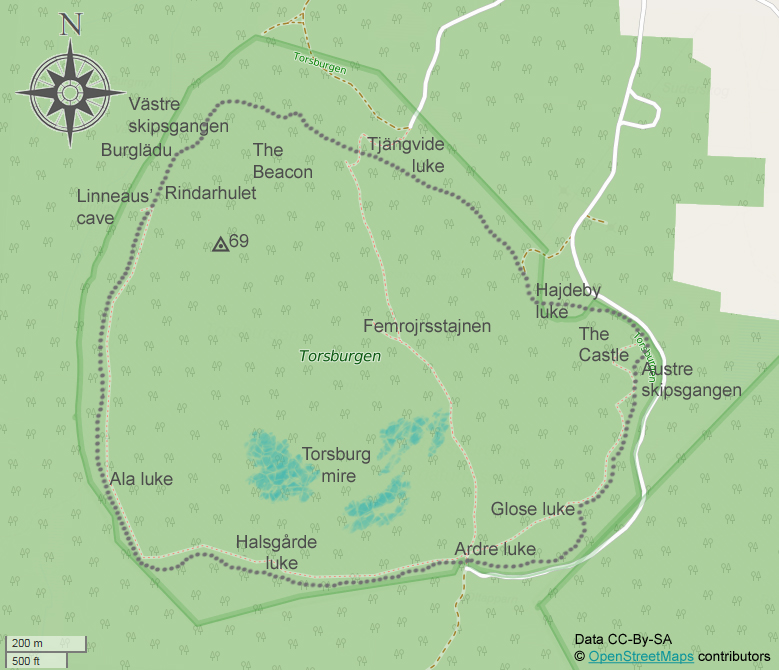
Carte de Torsburgen

Le fort est construit à l'origine au début du Ier siècle. Renforcé au cours du IVe siècle, il est utilisé jusqu'en 1100 après J.-C. environ. Une autre source, basée sur une étude archéologique réalisée dans les années 1970, date les deux étapes de construction du fort à 300 et 900 après J.-C,. Un rempart en pierre entouré de bois entourait une zone de 12 ha. Les chercheurs estiment que près de 1 000 soldats auraient été nécessaires pour le défendre  et qu'il aurait pu fournir un refuge à toute la population de Gotland, estimée entre 6 000 et 10 000 personnes au début de la période médiévale.
La zone fortifiée de Torsburgen est environ deux fois plus grande que le terrain entouré par les remparts de la ville de Visby. Torsburgen est le troisième plus grand fort de Scandinavie. Le fort suit le bord naturel du plateau. Les falaises abruptes offrent une protection naturelle au fort de la colline dans la partie ouest, nord et est du plateau, avec des renforts et des murs construits à certains endroits. Au nord-est se trouve un mur de 40m de long constitué de gros blocs de calcaire. Au sud-ouest et au sud, le fort est protégé par un mur de 1,5km. La partie la plus occidentale du mur est construite en dalles de calcaire, tandis que les parties sud-ouest et sud sont constituées de moellons de calcaire et de terre. Au sommet du mur se trouvait une palissade de rondins. Le calcaire utilisé pour la construction du mur a été extrait sur place dans une petite carrière située dans la partie nord du plateau. On estime que la construction du mur nécessiterait 3 000 hommes par an. Très peu de travaux archéologiques ont été effectués à Torsburgen, la plupart n'ont pas été examinés. Seuls quatre petits objets métalliques ont été récupérés lors d'une fouille mineure dans le cadre d'une restauration de l'ouvrage en pierre d'Ardre Luke en 1983.

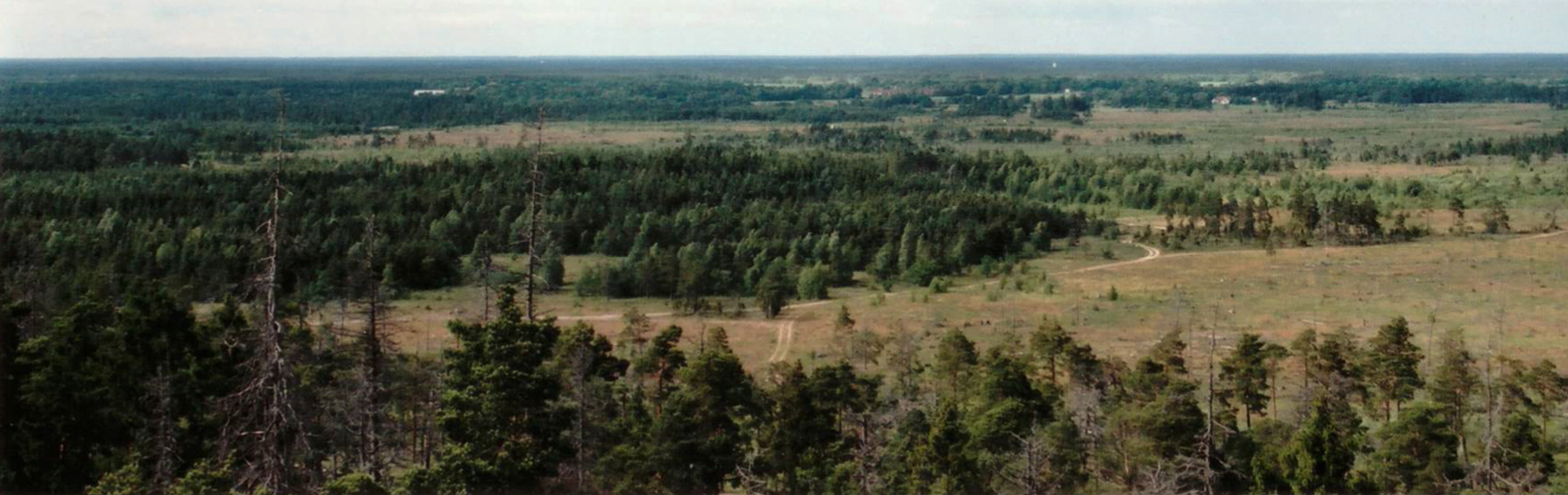
Vue nord-est de Torsburgen vers Katthammarsvik avec la mer Baltique au loin.

Il est suggéré que Torsburgen faisait partie d'un système de défense permettant d'allumer des balises incendiaires sur les nombreux forts et plateaux de l'île, pour avertir la population de l'approche des navires ennemis.

### Guta Saga
Dans le récit de l'exode de la Gutasaga, l'histoire mythologique de Gotland, un tiers des habitants de Gotland se sont installés temporairement à Torsburgen après avoir reçu l'ordre du gouvernement local de déménager en raison de problèmes de surpopulation. Ces habitants furent finalement contraints de quitter Gotland ; ils s'installèrent ensuite à Fårö et Hiiumaa avant de finalement traverser la Russie pour rejoindre la Grèce, où ils devinrent les descendants des Goths.

## Galerie

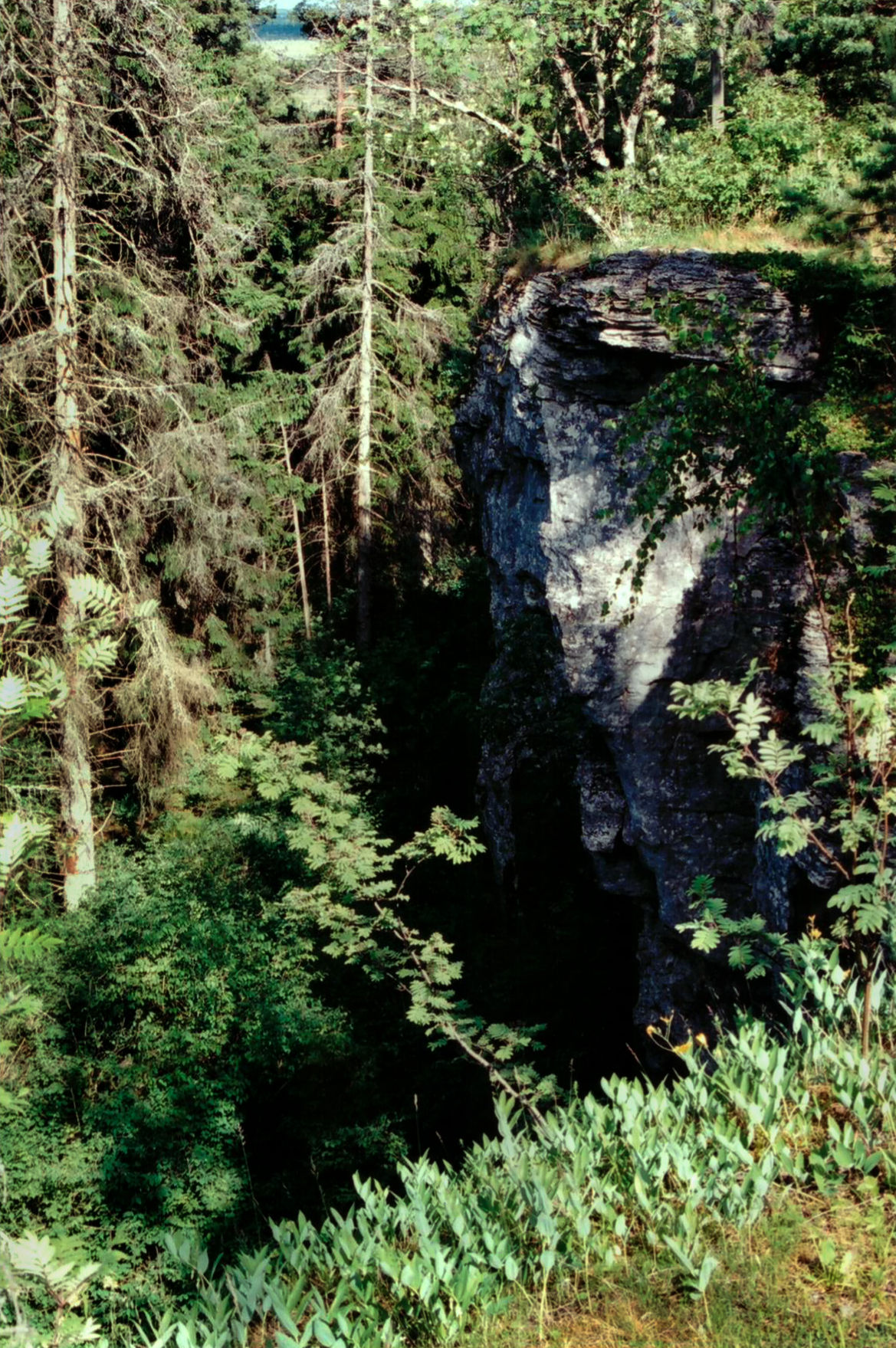
Falaises dans la partie nord sous le château
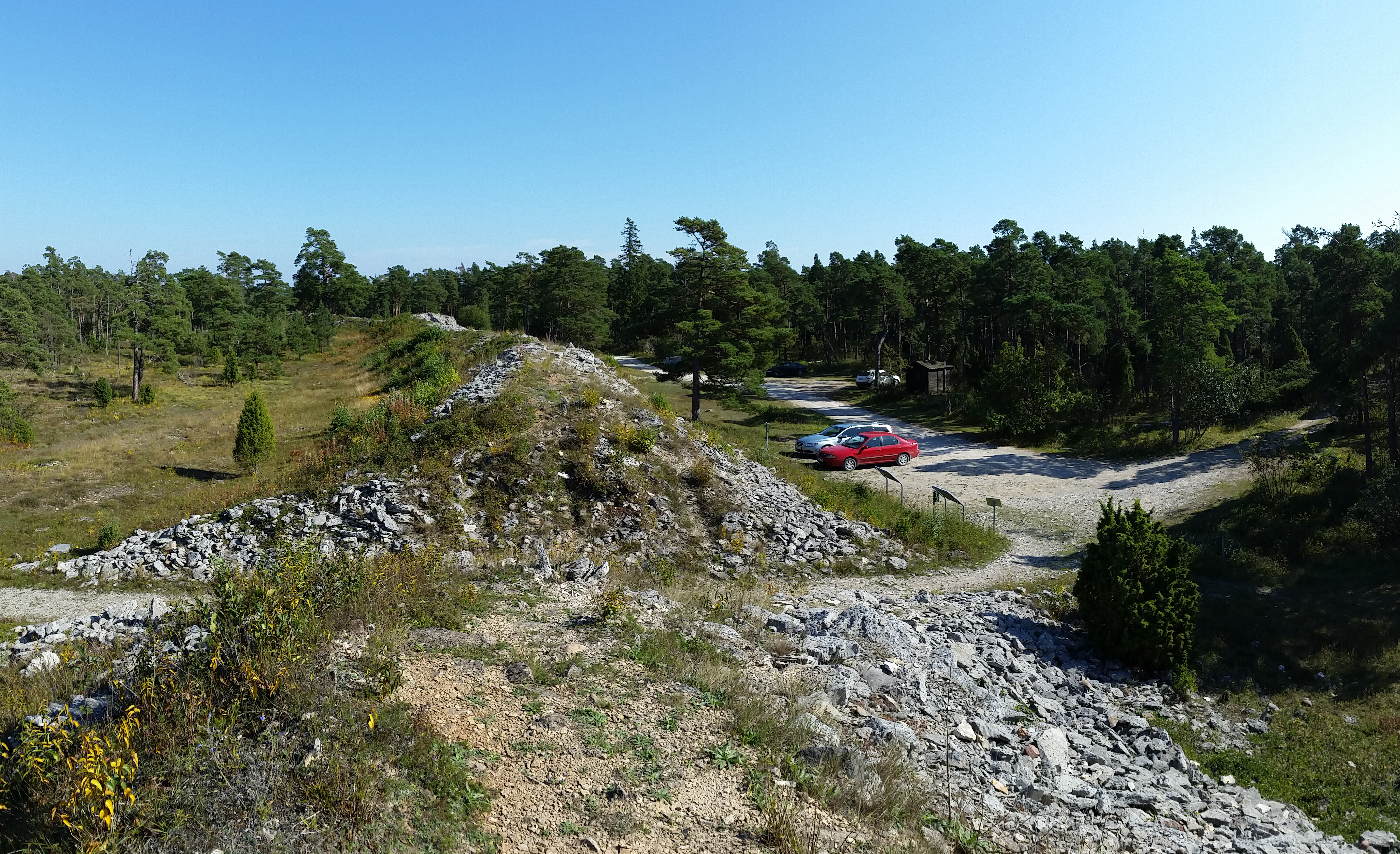
Les murs d'Ardre Luc
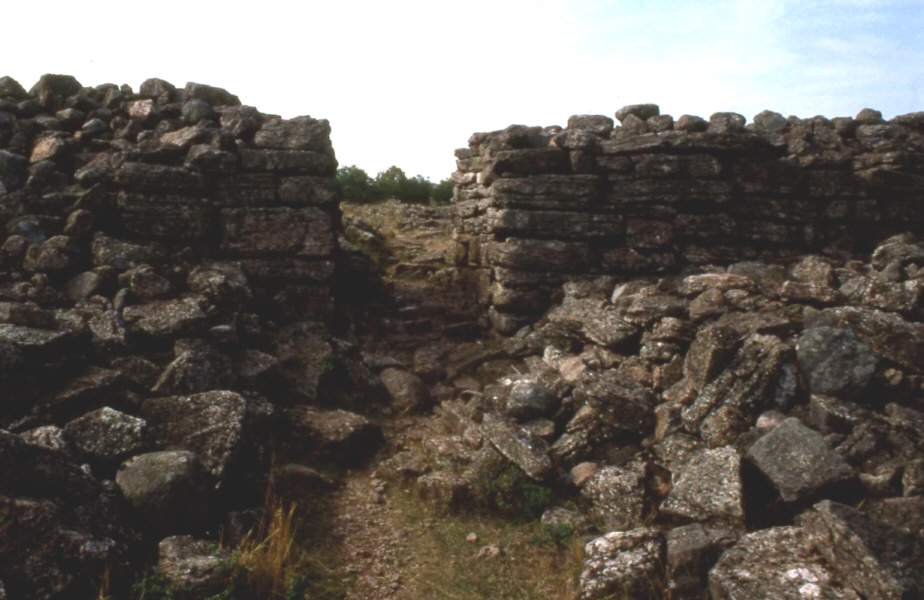
Une partie du mur de pierre
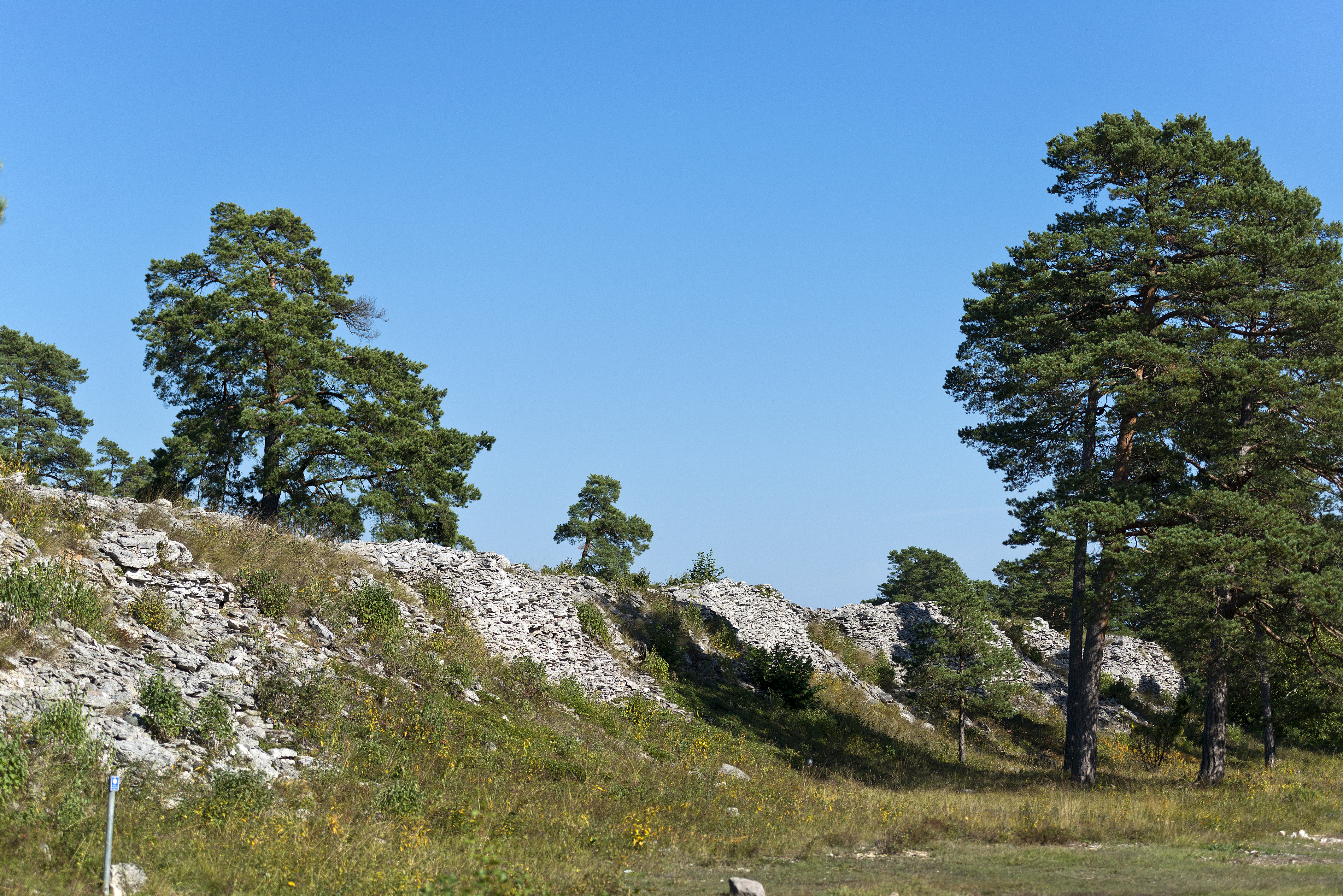
Une partie du mur est
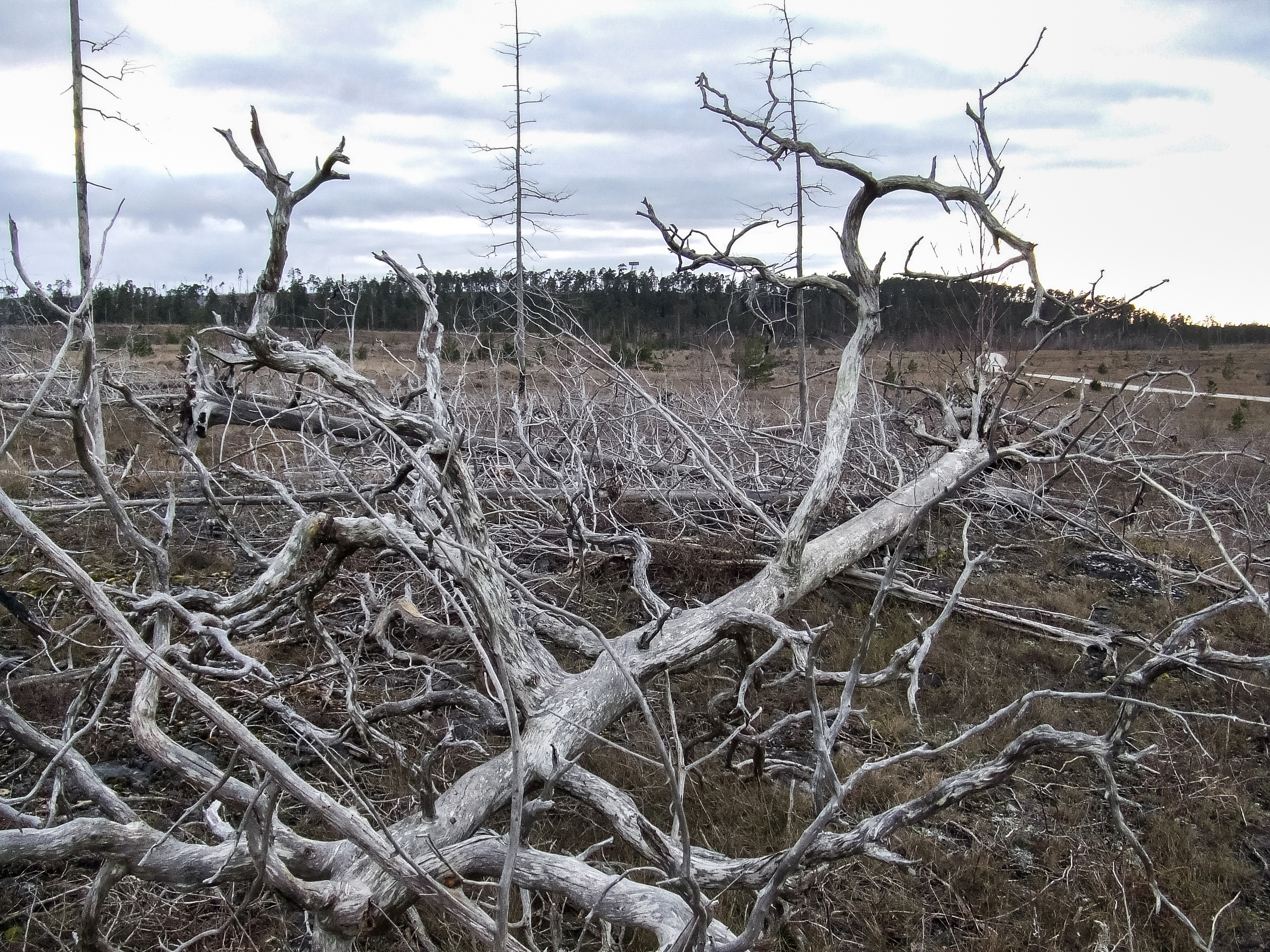
Torburgen vu du terrain en contrebas de la colline quelques années après le grand incendie